# Amchitka

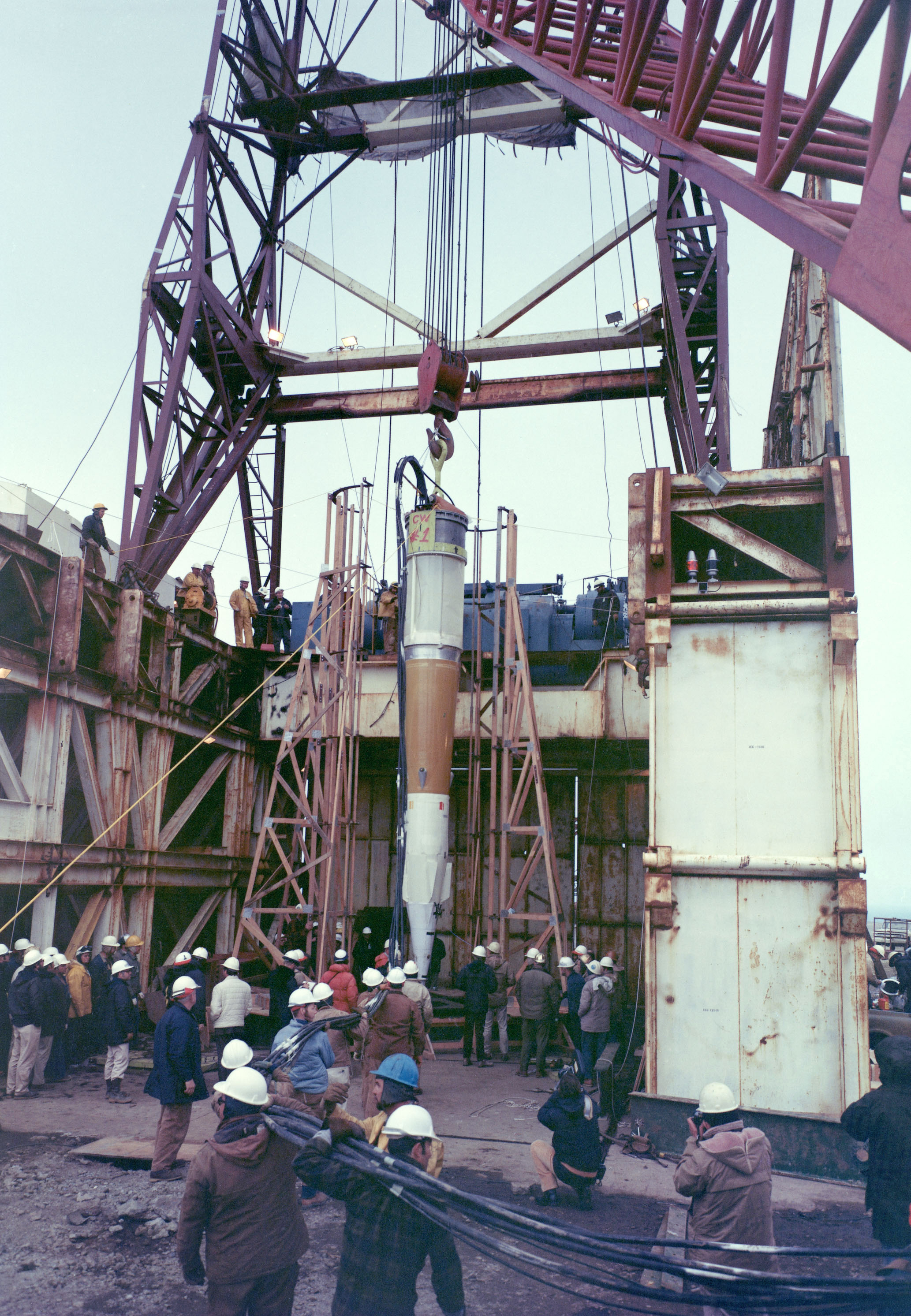
La testata nucleare per il test Cannikin viene calata nel pozzo dove verrà fatta detonare.

Amchitka (Amchixtax̂ in lingua Aleut,in Russo Амчитка) è un'isola vulcanica, instabile dal punto di vista tettonico. Fa parte delle Isole Rat, uno dei gruppi delle Isole Aleutine, nell'Alaska sud-occidentale (USA). All'incirca è lunga 68 km e la larghezza varia tra i 3 ed i 6 km. È caratterizzata da un clima oceanico ed è spesso battuta dalle tempeste.

## Geografia
Amchitka è la più meridionale delle Isole Rat, uno dei tanti gruppi in cui sono suddivise le Isole Aleutine. È delimitata dal mare di Bering a nord e ad est e dall'Oceano Pacifico a sud e ad ovest. La parte orientale dell'isola è costituita da un altopiano pianeggiante, con stagni isolati e dolci colline. La vegetazione è abbondante ed è costituita specialmente da licheni, muschi, epatiche, felci, erbe e carici. Il centro dell'isola è montuoso, mentre l'estremità occidentale è sterile e la vegetazione è scarsa.
Amchitka ha un clima oceanico, con la presenza costante della nebbia e del vento. Il cielo è coperto per circa 358 giorni all'anno (il 98% del totale). La temperatura è mite perché mitigata dall'oceano, mentre sono molto frequenti le tempeste. Dal punto di vista geologico, l'isola è vulcanica ed è uno dei punti più instabili di tutti gli Stati Uniti".

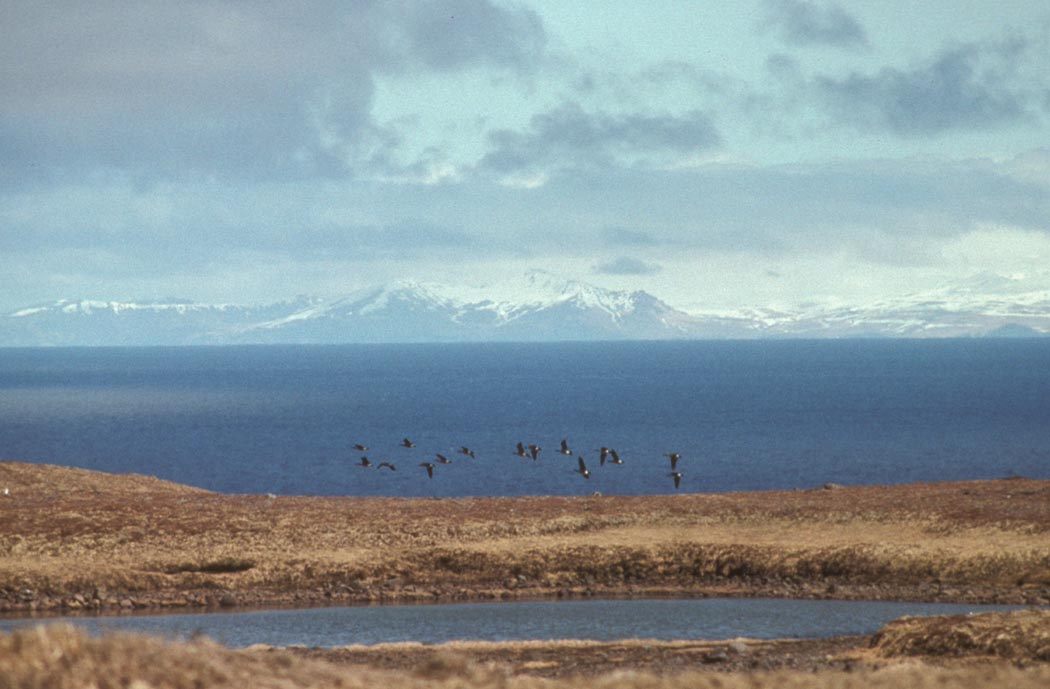
Uno stormo di uccelli in volo sull'isola.

## Storia
L'isola è stata abitata per più di 2500 anni dai nativi aleuti, ma è rimasta disabitata nel 1832. Poi, è stata inclusa nell'acquisto dell'Alaska del 1867, e da allora fa parte degli Stati Uniti. Nel corso della seconda guerra mondiale ha svolto l'importante ruolo di aeroporto per le United States Armed Forces, soprattutto durante la Campagna delle isole Aleutine.
Amchitka è stata in seguito scelta dalla Commissione per l'energia atomica degli Stati Uniti come sito per la detonazione di armi nucleari a scopo di test. Tre test sono stati portati avanti negli anni: Long Shot, un'esplosione da 80 chilotoni nel 1965, Milrow, da 1 megatone nel 1969, ed infine Cannikin nel 1971, da 5 megatoni, corrispondenti al più devastante test nucleare sotterraneo mai condotto dagli Stati Uniti. I test hanno generato discussioni e proteste, soprattutto da parte dei gruppi ambientalisti, che temevano che Cannikin potesse causare terremoti e tsunami.
Amchitka non è più usata per test nucleari, ma viene monitorata per il controllo della radioattività.